# Badminton nos Jogos Pan-Americanos de 1995
As competições de badminton nos Jogos Pan-Americanos de 1995 foram realizadas em Mar del Plata, Argentina. Foi a primeira edição do esporte no evento, que foi disputado para ambos os sexos.

## Medalhistas
| Evento                        | Ouro                                 | Prata                                        | Bronze                                            |
| ----------------------------- | ------------------------------------ | -------------------------------------------- | ------------------------------------------------- |
| Individual masculino detalhes | Jaimie Dawson CAN Canadá             | Iain Sydie CAN Canadá                        | Mario Carulla PER Peru                            |
| Individual masculino detalhes | Jaimie Dawson CAN Canadá             | Iain Sydie CAN Canadá                        | Kevin Han USA Estados Unidos                      |
| Individual feminino detalhes  | Denyse Julien CAN Canadá             | Si-an Deng CAN Canadá                        | Robbyn Hermitage CAN Canadá                       |
| Individual feminino detalhes  | Denyse Julien CAN Canadá             | Si-an Deng CAN Canadá                        | Milaine Cloutier CAN Canadá                       |
| Duplas masculinas detalhes    | Anil Kaul Iain Sydie CAN Canadá      | Kevin Han Thomas Reidy USA Estados Unidos    | Paul Leyow Roy Paul jr. JAM Jamaica               |
| Duplas masculinas detalhes    | Anil Kaul Iain Sydie CAN Canadá      | Kevin Han Thomas Reidy USA Estados Unidos    | Jaimie Dawson Darryl Yung CAN Canadá              |
| Duplas femininas detalhes     | Si-an Deng Denyse Julien CAN Canadá  | Milaine Cloutier Robbyn Hermitage CAN Canadá | Ann French Kathy Zimmerman USA Estados Unidos     |
| Duplas femininas detalhes     | Si-an Deng Denyse Julien CAN Canadá  | Milaine Cloutier Robbyn Hermitage CAN Canadá | Linda French Erika Von Heiland USA Estados Unidos |
| Duplas mistas detalhes        | Darryl Yung Denyse Julien CAN Canadá | Anil Kaul Si-an Deng CAN Canadá              | Mike Edstrom Linda French USA Estados Unidos      |
| Duplas mistas detalhes        | Darryl Yung Denyse Julien CAN Canadá | Anil Kaul Si-an Deng CAN Canadá              | Paul Leyow Terry Leyow JAM Jamaica                |

## Quadro de medalhas
| Ordem | País               | Medalha de ouro | Medalha de prata | Medalha de bronze |    |
| ----- | ------------------ | --------------- | ---------------- | ----------------- | -- |
| 1     | CAN Canadá         | 5               | 4                | 3                 | 12 |
| 2     | USA Estados Unidos |                 | 1                | 4                 | 5  |
| 3     | JAM Jamaica        |                 |                  | 2                 | 2  |
| 4     | PER Peru           |                 |                  | 1                 | 1  |
| TOTAL | TOTAL              | 5               | 5                | 10                | 20 |

## Ligação externa
- tournamentsoftware.com